# Papyrus 28
Papyrus 28 (nach Gregory-Aland mit Sigel {\displaystyle {\mathfrak {P}}}28 bezeichnet) ist eine frühe griechische Abschrift des Neuen Testaments. Dieses Papyrusmanuskript des Johannesevangeliums enthält nur die Verse 6,8–12 und 17–22. Mittels Paläographie wurde es auf das späte 3. Jahrhundert datiert.

## Beschreibung
Der Papyrus wurde in mittelgroßen Halbunzialen geschrieben. Es handelt sich um ein einzelnes Blatt, das mit 12 Zeilen pro Seite beschrieben ist. Es werden Nomina sacra verwendet, jedoch unvollständig.

## Text
Der griechische Text des Kodex repräsentiert den Alexandrinischen Texttyp (oder eher einen proto-Alexandrinischen Texttyp). Kurt Aland ordnete ihn in Kategorie I ein. Die Handschrift zeigt größte Übereinstimmung mit  {\displaystyle {\mathfrak {P}}}75 (in 7 von 10 Varianten). Gemäß Grenfell und Hunt ist es näher am Sinaiticus als am Vaticanus. Nur in einem Fall stützt es den Codex Alexandrinus gegen Sinaiticus und Vaticanus (Johannes 6,11). Grenfell und Hunt merkten an, dass der Text „nicht sehr korrekt gesprochen“ ist. Er besitzt fünf einzigartige Lesarten. In Johannes 6,10 heißt es πεντακισ]χιλειοι, ελεβεν anstelle von ελαβεν, in 6,19 ενγυς anstatt εγγυς, in 6,20 φοβεισθαι anstelle von φοβεισθε, in 6,22 ιδεν statt ειδεν.

## Geschichte
Das Manuskript wurde zusammen mit anderen Dokumenten des 3. und 4. Jahrhunderts in Oxyrhynchus gefunden.
Es wurde in der Pacific School of Religion (Pap. 2) in Berkeley aufbewahrt und 2015 an einen privaten Sammler verkauft.